# Камат, Кристофер
Кристофер Камат (филипп. Christopher Camat; род. 7 сентября 1979, Сан-Мануэль) — филиппинский боксёр, представитель средних весовых категорий. Выступал за сборную Филиппин по боксу в первой половине 2000-х годов, серебряный призёр чемпионата Азии, бронзовый призёр Игр Юго-Восточной Азии, победитель и призёр турниров международного значения, участник летних Олимпийских игр в Афинах.

## Биография
Кристофер Камат родился 7 сентября 1979 года в муниципалитете Сан-Мануэль провинции Пангасинан, Филиппины. В возрасте десяти лет вместе с семьёй переехал на постоянное жительство в США. Во время учёбы в старшей школе в Сан-Луис-Обиспо помимо бокса также играл в футбол и баскетбол, занимался лёгкой атлетикой.
От Филиппин пытался пройти отбор на летние Олимпийские игры 2000 года в Сиднее, однако на квалификационном Кубке короля в Бангкоке проиграл в полуфинале первой средней весовой категории представителю Узбекистана Дильшоду Ярбекову.
В 2002 году в составе филиппинской национальной сборной боксировал на Азиатских играх в Пусане, но сумел дойти только до стадии 1/8 финала.
В 2003 году в среднем весе завоевал бронзовую медаль на Играх Юго-Восточной Азии в Ханое.
На чемпионате Азии 2004 года в Пуэрто-Принсесе получил серебро, проиграв в решающем финальном поединке представителю Казахстана Геннадию Головкину — тем самым прошёл отбор на Олимпийские игры в Афинах. Изначально Камату доверили право нести знамя Филиппин на церемонии открытия Игр, тем не менее, он отказался, так как на следующий день у него уже был назначен бой, и конечном счёте знаменосцем стал другой боксёр Ромео Брин. В стартовом поединке категории до 75 кг Кристофер Камат со счётом 13:35 потерпел поражение от россиянина Гайдарбека Гайдарбекова, который в итоге и стал победителем этого олимпийского турнира.
Впоследствии проживал в Сан-Хосе, Калифорния. Работал финансовым менеджером в компании по продаже автомобилей.